# Alberndorf im Pulkautal
Pour les articles homonymes, voir Alberndorf.
Alberndorf im Pulkautal est une commune autrichienne du district de Hollabrunn en Basse-Autriche.

## Géographie

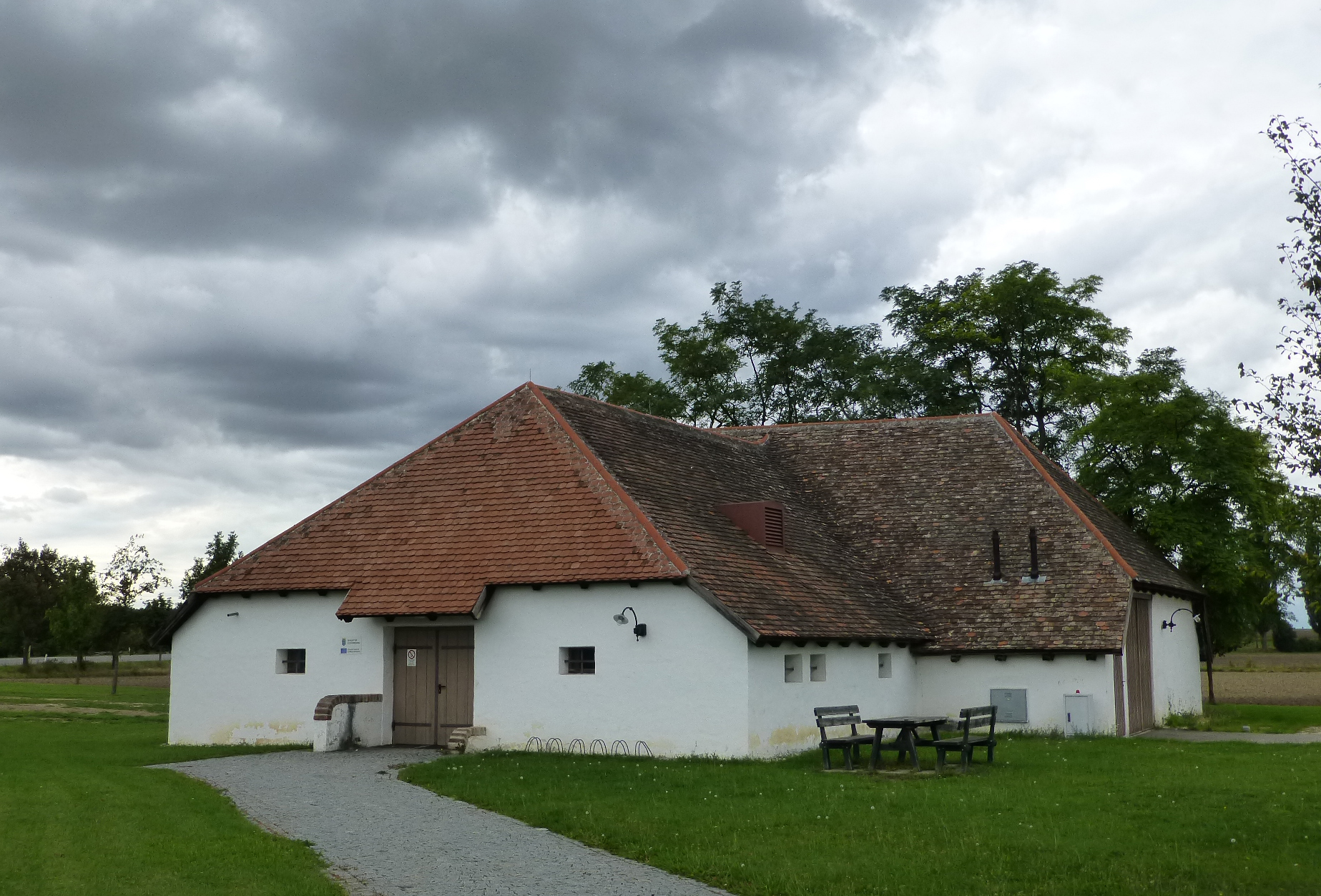
Grande ferme restaurée.

## Histoire

### Jumelages
Vernouillet (Yvelines) (France) depuis 1972